# 料理少年Kタロー
『料理少年Kタロー』（りょうりしょうねんケータロー）は令丈ヒロ子の児童文学作品。1991年には関西テレビ（フジテレビ系列）の阪急ドラマシリーズ枠で、2001年にはNHK教育テレビジョンのドラマ愛の詩でテレビドラマ化された。

## あらすじ
どこにでもいる普通の少年・高野山慶太郎。実は天才的な料理人だった彼は、ひょんなことから所々で料理勝負をする羽目になる。

## タイトル一覧
1. 料理少年 (料理少年Kタロー)
2. 料理少年 オムレツ勝負Kタロー
3. 料理少年 Kタロー対社長少年
4. 料理少年 Kタロー ポップコーン作戦

1990年、講談社キララティーンズから作品名『料理少年』として世に出、講談社青い鳥文庫で刊行される際に副題がつく。
ジャイブカラフル文庫から新装版になるにあたってシリーズタイトルに『料理少年Kタロー』が使用された。
いずれも表紙イラスト及び挿絵はいしかわじゅんが担当。

## テレビドラマ

### 阪急ドラマシリーズ版
キー局である関西テレビでは『阪急ドラマシリーズ』枠で1991年4月12日から12月27日まで放送。全37回。エンディングでは、料理監修を務めた真田昭彦が毎回料理のワンポイントアドバイスを紹介していた。

#### キャスト
- 高野山慶太郎（Kタロー） - 三品守
- 高野山タマコ - 松山優美
- 高野山瑠璃子 - 大塚良重
- 鹿野敬子 - 山田スミ子
- 鎌倉尚子 - 藤田香織
- 川上明男 - 藤本幸広
- 鷲尾旭 - 小谷豪純
- 鹿野あすか - 竹下舞
- 大西良太 - 安楽太一
- 円ユウヤ - 金井信一郎
- 狭間ケン - 陸相善
- 斎藤ジュン - 福田賢二
- 委員長 - 車和也
- 伸二 - 水上保広
- ご隠居さん - 花沢徳衛
- 高野山政夫 - 鈴木ヒロミツ

#### スタッフ
- 監督:原田隆司
- 脚本：小池康生
- 音楽：手塚理
- 主題歌：さねよしいさ子「ポップコーンを降らせ!」（フォーライフレコード）
- 料理監修：真田昭彦（当時・辻学園TEC日調）
- OPキャラクターデザイン：いしかわじゅん
- OPタイトル構成：イメージショップE.Y
- 現像・テレシネ：IMAGICA
- プロデューサー：鵜飼川実・濱星彦（関西テレビ）、横手勝弘・三浦紘（宝塚映像）
- 制作：関西テレビ、宝塚映像

#### 放送局
| 放送期間                                                                    | 放送時間                                                            | 放送局     | 対象地域   | 備考 |
| --------------------------------------------------------------------------- | ------------------------------------------------------------------- | ---------- | ---------- | ---- |
| 1991年4月12日 - 12月27日                                                    | 金曜 19:00 - 19:30                                                  | 関西テレビ | 近畿広域圏 |      |
| 1991年4月21日 - 9月29日 1991年10月6日 - 12月29日 1992年1月5日 1992年1月12日 | 日曜 6:00 - 6:30 日曜 5:40 - 6:10 日曜 5:55 - 6:25 日曜 6:00 - 6:30 | フジテレビ | 関東広域圏 |      |

### ドラマ愛の詩版
NHK教育テレビジョン『ドラマ愛の詩』で2001年10月6日から12月15日まで放送。全12回。NHK大阪放送局制作で、物語の舞台も大阪である。
一番の特徴は、『ミスター味っ子』や『中華一番!』、『焼きたて!!ジャぱん』などで見られる大胆で奇天烈なリアクションを、特撮の手法で見事に表現していることである。
菊池俊輔や渡辺宙明をリスペクトした水木一郎による主題歌やワンダバなど往年のヒーローソングや特撮BGMを彷彿とさせる音楽も話題となった。

#### キャスト
- 高野山慶太郎：中村大輝
- 高野山益郎：内藤裕敬
- 高野山るりこ：高田聖子
- 高野山ハツゑ：末成由美
- 鎌倉マリ子：佐藤江梨子、岡本奈月（子供時代）
- 鎌倉奈保子：大橋絵里加
- 城ヶ崎巌夫：生瀬勝久
- こみや春樹：石塚義之
- こみや真知子：佐藤友紀
- 恵比須：深沢敦
- 板倉：渡嘉敷勝男（第3回）
- 板倉真美：飛田春留奈（第3回）
- 栗山篤也：加納幸和（第3回）
- 富子：広岡由里子（第4回）
- ヒデQ：田宮拓（第4回）
- 高野山慶三郎：池乃めだか（第5回）
- 有吉薫：杉本友莉亜（第6回）
- 有吉勝子：斉藤こず恵（第6回）
- 安倍道子：初音映莉子（第7回）
- アンヌ：長井梨紗（第8回）
- オーナー：水木一郎（第8回）
- ボンバーチョージ：右近健一（第8回）
- 角倉：佐川満男（第9回）
- 角倉の娘：原尚子（第9回）
- MJJ：ツベトコラ・エリック（第10回）
- 神川：腹筋善之助（第10回）
- 部長：沖田さとし（第10回）
- 田沼彦左衛門：石井正則（第11・12回）

#### スタッフ
- 原作：令丈ヒロ子
- 脚本：輿水泰弘・砂本量・上杉祥三・犬童一心
- 演出：大橋守・柳川強
- 音楽：ゲイリー芦屋
- 主題歌：水木一郎「熱くるしいぜ」

#### サブタイトル
1. KタローVSストーカー
2. 七福神の挑戦状
3. リベンジ大作戦
4. 好き嫌い少年Q
5. ご先祖様見参!
6. 誓いのダイエット
7. 美人陰陽師のユウウツ
8. 宇宙料理戦プラネットボンバー
9. ばあちゃんの恋
10. 社長少年MJJ
11. 禁断のマリ子
12. 最後の晩餐